# Marlene Alraune
Marlene Alraune es un personaje ficticio que aparece en los cómics estadounidenses publicados por Marvel Comics. Es arqueóloga, consejera, ayudante y amante del Caballero Luna.
La versión de Marlene conocida principalmente como Layla El-Faouly, fue interpretada por May Calamawy en la serie de televisión del Universo Cinematográfico de Marvel para Moon Knight (2022).

## Historial de publicaciones
El personaje apareció por primera vez en Marvel Spotlight #28 (marzo de 1976), creado por Doug Moench y Don Perlin.

## Biografía ficticia

### Primeros años
Marlene Alraune era la hija del Dr. Peter Alraune, un destacado arqueólogo. Marlene estudió historia del arte en la universidad y obtuvo una licenciatura. Mientras estuvo allí, se hizo amiga de su compañera de clase Donna Kraft. En la universidad se casó con Eric Fontaine, pero su matrimonio duró poco tiempo por razones que aún no se han revelado.

### Tumba de Seti
Su padre pasó cinco años buscando artefactos arqueológicos del Antiguo Egipto en Sudán, justo al sur de la actual frontera egipcia. Marlene se unió a él en su trabajo en Sudán. Cerca de la ciudad de Selima, el Doctor Alraune descubrió la tumba del faraón Seti II. El mercenario terrorista Bushman se enteró del descubrimiento del Doctor Alraune y planeó atacar a Selima y robar los tesoros que había encontrado el arqueólogo. Durante la incursión de Bushman en Selima, Bushman asesinó salvajemente al arqueólogo. Spector golpeó a Bushman para proteger a la hija de Alraune, Marlene. Furioso, Bushman lo hirió de muerte en el desierto, matando a todos en el lugar excepto a Marlene, Frenchie y un aldeano dispuesto a contarle los secretos de la tumba. Mientras yacía cerca de la muerte, Spector se encontró con el espíritu de Khonshu y adoptó la identidad del Caballero Luna.

### Caballero Luna
Marlene comenzó a enamorarse de Spector y ambos regresaron a Estados Unidos. Allí, Spector se convirtió en el luchador contra el crimen enmascarado conocido como Caballero. Como confidente de Spector, Marlene alentó su desarrollo de la identidad del Caballero Luna. Luego, Spector comenzó a usar su personaje de Steven Grant como financiero y Jake Lockley como taxista, cuyo propósito era recopilar información a pie de calle. Marlene y "Grant" se instalaron en una mansión en Long Island, Nueva York, donde ella fue su amante y secretaria personal. Marlene participó a menudo en las misiones de lucha contra el crimen de Caballero Luna, a veces como agente encubierta contra gente como Conquer-Lord, Fenton Crane, Lupinar, Hatchet Man, Bushman, Skid-Row Slasher, Midnight Man y el Comité. Después de que Marc se volviera loco cuando Bushman destruyo la estatua de Khonshu, Marlene le proporcionó otra estatua que afirmaba que Bushman había destruido una falsificación. Ella también ayudó en misiones contra Cobra y Rat Pack. Ella contrato a Luke Cage y Iron Fist para rastrear al Caballero Luna cuando estaban preocupados por su bienestar.
Su hermano, el Dr. Peter Alraune, Jr., probó una droga experimental en el paciente Robert Markham transformándolo en Morpheus. Después de que casi mata a Peter, Marlene y Caballero Luna derrotaron a Morpheus. Marlene ayudó a infiltrarse en la red Third World Slayers del Arsenal. Ella derrotó a los guardaespaldas del Arsenal mientras que Caballero Luna superó al Arsenal. Cuando Morpheus regresó, su hermano Peter sacrificó su vida para controlar el poder de sus antiguos pacientes, perdiendo a su último pariente vivo. Una vez estuvo poseída por el antiguo mago egipcio Amutef por un collar atado a su alma, pero con la ayuda del Dr. Stephen Strange pudieron desterrar su espíritu. Ella resultó gravemente herida en una de estas misiones, pero se recuperó por completo. Marlene prefería la personalidad más refinada de "Steven Grant" de Spector a las otras que usaba, y su esquizofrenia la angustiaba cada vez más. Finalmente, para alivio de Marlene, Spector aparentemente superó su esquizofrenia y aún más tarde, abandonó su carrera como Caballero Luna. Luego llevó una vida pacífica como Marc Spector, con el estilo de vida de Steven Grant.

### Dejando a Marc/Steven
Sin embargo, al tener una visión de Khonshu, Spector se sintió obligado a regresar a Sudán. No dispuesta a verlo regresar a su vida de violencia y múltiples personalidades, Marlene le dijo a Spector que lo dejaría si se iba. Sin embargo, se fue y Marlene se mudó de su mansión de Long Island. Marlene se matriculó en la universidad para estudiar trabajo social y volvió con su marido, Eric Fontaine, que ahora estaba confinado a una silla de ruedas. Más tarde, se convirtió en trabajadora social en el Seaview Research Hospital.

### SpectorCorp
Después de un tiempo, ella dejó a Eric nuevamente y regresó con Steven/Marc, quien una vez más operó como Caballero Luna en su mansión de Long Island. Fue secuestrada por Bushman y llevada a la nación africana de Burunda, Caballero Luna y Frenchie la rescataron y la llevaron a casa. Frenchie quedó gravemente herido. Caballero Luna se vio obligado a trabajar solo mientras Marlene llevaba a Frenchie a sus visitas al médico. Cuando Marc es detenido para ser juzgado en Bosqueverde, viajan hasta allí para rescatarlo. También ayudó en una misión contra el Imperio Secreto. Después de que Randall casi mata a Marlene, dejó a Steven/Marc y recomendó a su amiga Donna Kraft como su reemplazo en SpectorCorp. Ella se fue a trabajar para Seth Phalkon en PhalkonCorp, que era una fachada secreta de un grupo de Caballeros Templarios creado para proteger a los Hellbent. Marlene se convirtió en presidenta y fusiones de adquisiciones y le asignó la compra de SpcectorCorp, consultando en secreto con Donna. Sin embargo, cuando supo la verdad, ayudó a la venta de SpectorCorp a Donna y a sí misma para protegerla. Poco después de que Caballero Luna muriera luchando contra Phalkon, dejándola paralizada por el dolor pero con la esperanza de que regresaría nuevamente.
Después de sus muchas aventuras juntos, ya no le importaba cómo se hacía llamar Marc, estaba enamorada de todas las personalidades, pero Jake se convirtió en la voz dominante. Después de luchar contra su hermano, Marc declaró que Jake estaba muerto y que él era Marc Spector una vez más.

### Maternidad
Ellos permanecieron juntos por un tiempo, pero pronto acordaron vivir vidas separadas, ya que el estilo de vida de Marc ponía en peligro constantemente la vida de Marlene. Ella vivía en los suburbios cuando Ryan Trent se hizo pasar por un agente de S.H.I.E.L.D. y le preguntó sobre Spector. Algún tiempo después, Marc reapareció ante Marlene, esta vez en su personaje de Jake Lockley, y los dos volvieron a tener una relación sentimental, incluso concibiendo una hija juntos. Todo esto estaba oculto a las otras personalidades, hasta que Rey Sol y Bushman aparecieron en la casa de Marlene y descubrieron la verdad, usando este secreto para manipular a Marc. Obligaron a Marlene a llevar a Marc a su casa y le revelaron la existencia de Diatrice. Después de una pelea, los villanos escaparon con Marlene y decidieron usarla para atraer al Caballero Luna a la Isla Ra. Después de la derrota del Rey Sol, Marlene cuidó las heridas que Marc había sufrido durante su combate final contra él.
En poco tiempo, Khonshu sintió los planes de Mephisto para dominar el mundo, lo que llevó a Marc a dejar a su familia y luchar al lado de su dios para evitar que eso se hiciera realidad. Sin embargo, cuando Khonshu sucumbió a la locura, Marc tuvo que volverse contra él y ayudar a los Vengadores a derrotarlo. Después del encarcelamiento de Khonshu, Marlene llevó a Diatrice a Francia y le dijo a Marc que los dejara en paz, alegando que era peligroso.

## Habilidades
Marlene es una excelente combatiente cuerpo a cuerpo, una hábil tiradora, una gimnasta talentosa y una hipnotizadora entrenada. También puede tocar el piano.

### Equipamiento
Marlene a veces llevaba una pistola Magnum.44.

## En otros medios
En la serie de Disney+ Moon Knight, ambientada en Marvel Cinematic Universe, el personaje de Marlene sirve como base e inspiración para el personaje original Layla El-Faouly (interpretada por May Calamawy) que comparte su experiencia arqueológica, su padre Abdallah El-Faouly basado en el padre de Marlene, el Dr. Peter Alraune es asesinado por el socio de Marc, Raoul Bushman, y después de haber formado una relación con Marc y convertirse en su esposa, al principio no se da cuenta de la personalidad dividida de Marc, pero finalmente se entera, incluso formando una amistad con la personalidad alternativa de Marc, Steven Grant. Cuando ella se entera de la supuesta participación de Marc en la muerte de su padre por Arthur Harrow y a pesar de que Marc dice que él no lo mató, su relación se vuelve tensa brevemente pero se reconcilian. Al final de la serie, ella se convierte en el avatar de la diosa egipcia Taweret y se convierte en la superheroína Escarabajo Escarlata, lo que convierte a Layla en un personaje compuesto.